# Okada Air
Okada Air war eine Fluggesellschaft mit Sitz in Benin City, Nigeria.

## Geschichte
Die Fluggesellschaft wurde 1983 mit einer Flotte von BAC One-Eleven 300 gegründet und nahm im September desselben Jahres den Charterbetrieb auf. Im Jahr 1984 wurde eine Boeing 707-355C für den Frachtbetrieb angeschafft.  Bis 1990 wurden zehn BAC One-Elevens gekauft, und 1991 wurden acht weitere erworben. Das Unternehmen erhielt 1992 das Recht, internationale Flüge durchzuführen.
Eigentümer von Okada Air war Gabriel Igbinedion, der Esama des Königreichs Benin. Im Jahr 2003 wurde das Unternehmen aufgelöst.

## Flotte
Okada Air verwendete folgende Flugzeugtypen:

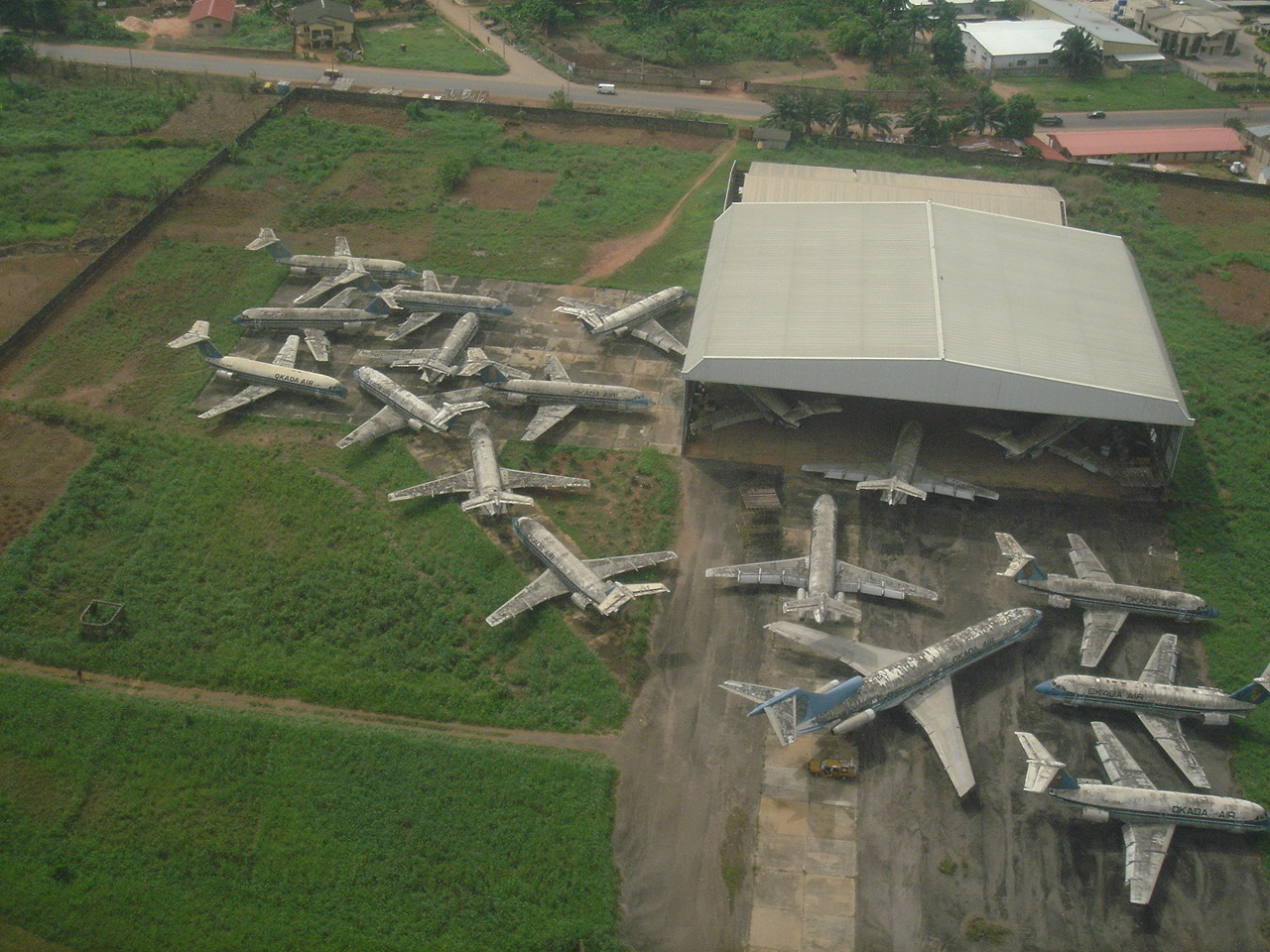
Insgesamt 17 abgestellte BAC 1-11 und eine Boeing 727 der ehemaligen Okada Air am Flughafen von Benin City, 2006

- BAC One-Eleven
- Boeing 727-200
- Boeing 707-300
- Boeing 747-100
- Douglas DC-8-62
- Sud Aviation Caravelle
- Dornier 228-100
- PZL W-3 Sokół